# Melissa Bishop
Melissa Corrine Bishop (ur. 5 sierpnia 1988 w Eganville) – kanadyjska lekkoatletka.
Córka Douga i Alison, ma młodszego brata Jonathana. Lekkoatletykę zaczęła trenować w wieku 12 lat. Absolwentka University of Windsor.
W 2012 wystąpiła na igrzyskach olimpijskich w biegu na 800 m, jednakże odpadła w pierwszej rundzie, zajmując 5. miejsce w swoim biegu eliminacyjnym z czasem 2:09,33 s. W 2013 wywalczyła dwa medale igrzysk frankofońskich: srebrny w sztafecie 4 × 400 m i brązowy na 800 m. W 2014 wystartowała na igrzyskach Wspólnoty Narodów, na których była 8. w biegu na 800 m.
W 2015 zdobyła złoty medal igrzysk panamerykańskich na 800 m z czasem 1:59,62 s, a także została wicemistrzynią świata w tej samej konkurencji z czasem finałowym 1:58,12 s. W 2016 zajęła 4. miejsce w biegu na 800 m na igrzyskach olimpijskich, pobijając czasem 1:57,02 s rekord kraju. Piąta zawodniczka mistrzostw świata z 2017.
Mistrzyni Kanady na 800 m z 2013, 2014 i 2016 roku oraz wicemistrzyni z 2012 i 2015.

## Rekordy życiowe
- 800 m (stadion) –  1:57,01 (21 lipca 2017, Monako), rekord Kanady[15][16]
- 800 m (hala) – 2:00,19 (20 lutego 2016, Glasgow), rekord Kanady[17][18]